# バーナード・チゼロ
バーナード・トマス・ギブソン・チゼロ（Bernard Thomas Gibson Chidzero、1927年7月1日 - 2002年8月8日）は、ジンバブエの経済学者、政治家、作家である。ジンバブエの第2代財務大臣を務めた。

## 若年期と教育
チゼロは、7人兄弟の長男だった。父のジェームズ・カンゴルワ・イムファ・チゼロ(James Kangolwa Imfa Idzalero)はマラウイのンチシ(Ntchisi)出身で、マラウイ南部の茶畑やベイラ-ドンド鉄道で働きながら、1913年にローデシアに渡った。母のアグネス・ムンフムウェはショナ族の出身である。
ベルナール・チゼロは、チトゥンギザのセケ地区で育った。セケの小学校を経て、ローマ・カトリックの名門高校であるクタマ・カレッジに入学した。高校では、同級生のロバート・ムガベと一緒にバンド活動をしていた。チゼロは高校在学中にカトリックに改宗した。高校卒業後、南アフリカのマリアンヒルにあるセント・フランシス・カレッジに進学した。
ピウス12世カトリック学院大学（レソト国立大学の前身）で心理学の学位を、オタワ大学で政治学の修士号を、1958年にはモントリオールのマギル大学で政治学の博士号を取得した。マギル大学在学中に、フランス系カナダ人の女性と結婚した。
その後、オックスフォード大学のナフィールド・カレッジで2年間の大学院課程を修了した。チゼロは若いうちからアフリカの政治に関心を持ち、パン・アフリカ主義者として、イギリスに滞在していたジョモ・ケニヤッタ、クワメ・エンクルマ、ヘイスティングズ・カムズ・バンダ、セレツェ・カーマらと親交を深めた。

## キャリア
1957年、チゼロはショナ語による小説"Nzvengamutsvairo"（英訳題は"Mr Lazy-Bones"または"Broom-Dodger"）を執筆した。この小説でチゼロは、ローデシアの農場で働く労働者の状況を詳細に描き、人種的に寛容な統合社会のビジョンを打ち出した。
フォード財団からの助成金を得てチゼロは1960年にローデシアに戻り、ローデシア・ニヤサランド大学（ジンバブエ大学の前身）で教鞭を執る予定だった。しかし、人種分離を行っている同大学が、チゼロが白人と結婚していることを知り、チゼロへのオファーを取り下げた。
1960年、チゼロは国連の職員となった。アフリカ経済委員会の経済担当官としてエチオピアの首都アディスアベバに赴任し、1963年から1968年まではケニアで国連技術支援委員会のアシスタントを務めた。1968年から1980年までは国連貿易開発会議(UNCTAD)に勤務し、1968年から1977年まで一次産品部長、1977年から1980年まで事務次長を務めた。
1965年にイアン・スミスがイギリスからの南ローデシアのローデシアの一方的独立宣言をした後、チゼロはジンバブエの初期の解放闘争の交渉を担当した。ジンバブエ・アフリカ人民党のジョシュア・ンコモ党首がロンドンを訪れた際には、チゼロも顧問団の一員として参加している。この交渉が決裂し、ジンバブエ・アフリカ人民同盟(ZAPU)とジンバブエ・アフリカ民族同盟(ZANU)に分裂したことで、チゼロの政治的忠誠心は大きく変化し、高校の同級生だったムガベと行動を共にすることが多くなった。
ジンバブエでの解放戦争が迫っていることを知っていたチゼロは、1970年にマラウイに農場を購入し、父や親族をローデシアから移住させた。そして1972年12月21日、ローデシアの白人入植者に対する最初の武装攻撃が、ザンベジ川のセンテナリーで発生した。一方、1972年にマラウイを訪問したチゼロは、マラウイの大統領となっていた友人のヘイスティングズ・カムズ・バンダに、国連の任期が切れたらマラウイに定住すると申し入れた。バンダはそれをはっきりと拒絶した。しかし、マラウイのチゼロの農場は、ジンバブエ独立運動の拠点として、またタンザニアのモロゴロ訓練基地に向かう多くの新兵の中継地点として機能し続け、マラウイ政府はそれを見て見ぬ振りした。
ランカスターハウス合意の後、チゼロはジンバブエに戻り、1980年に経済計画・開発大臣に就任した。1985年の選挙では、ジンバブエ・アフリカ民族同盟・愛国戦線(ZANU-PF)の代表としてハラレの国会議員に選出された。選挙後、財務大臣に就任した。
1986年から1990年まで、世界銀行の開発委員会の議長を務めた。また、環境と開発に関する世界委員会の委員も務めた。帰国後、世銀の構造調整をジンバブエに導入する計画を立案・実施した。しかし、その過程で、チゼロの経済計画はタイミングが悪く、「戦争遂行の報酬」の分配を否定していると考えた一部のZANU-PF幹部の怒りを買った。
1990年、ジンバブエ経済の破綻を認識し、与党内の人々から構造調整計画の「失敗」を誹謗中傷され、不満を募らせたチゼロは、1991年の国連事務総長選挙に立候補した。イギリスをはじめとする多くの英連邦諸国の支援を受けたが、ブトロス・ブトロス＝ガーリに敗れた。
1993年に健康を害し、1995年に財務大臣を辞任した。
チゼロは2002年に、ハラレのアベニュー病院で亡くなった。遺体はハラレの国立英雄墓地に埋葬された。

## 著書
- Nzvengamutsvairo, 1957
- Partnership in practice（パートナーシップの実践）, Sword of the Spirit, 1960
- Tanganyika and international trusteeship（タンガニーカと国際信託統治）, Oxford University Press, 1961
- The imperative of international co-operation（国際協力の必要性）, East African Publishing for East African Academy, 1966
- Education and the challenge of independence（教育と独立への挑戦）, International University Exchange Fund, 1977